# Qazaq Air
Qazaq Air  ist eine kasachische Regionalfluggesellschaft mit Sitz in Almaty und Basis auf dem Flughafen Almaty.

## Geschichte
Die Fluggesellschaft wurde im Februar 2014 vom nationalen Staatsfonds, dem Samruk-Kazyna als Air Kazakhstan gegründet. Sie wurde mit dem Zweck gegründet, neue und auch einige von der Air Astana eingestellte Verbindungen innerhalb Kasachstans zu bedienen.
Im Februar 2015 erfolgte die Umbenennung in Qazaq Air und im April wurde sie unter diesem Namen registriert. Am 6. Juli 2015 wurde das erste Flugzeug übernommen, am 28. August des gleichen Jahres wurde der reguläre Linienflugdienst aufgenommen.

## Flugziele
Qazaq Air bedient von Almaty aus insgesamt zehn Ziele innerhalb Kasachstans und seit Juli 2017 werden zum ersten Mal auch internationale Flüge angeboten. Als erste Route wird zwei Mal pro Woche von Almaty aus zum Flughafen Issyk-Kul in Kirgisistan geflogen.

## Flotte
Mit Stand Februar 2023 besteht die Flotte der Qazaq Air aus fünf Flugzeugen:
| Flugzeugtyp            | Luftfahrzeugkennzeichen | Anmerkungen | Sitzplätze |
| ---------------------- | ----------------------- | ----------- | ---------- |
| De Havilland DHC-8-400 | UP-DH001                |             | 76-78      |
| De Havilland DHC-8-400 | UP-DH002                |             | 76-78      |
| De Havilland DHC-8-400 | UP-DH003                |             | 76-78      |
| De Havilland DHC-8-400 | UP-DH004                |             | 76-78      |
| De Havilland DHC-8-400 | UP-DH005                |             | 76-78      |